# Тавако
Тавако (фр. Tavaco, корс. Tavacu) — коммуна во Франции, находится в регионе Корсика. Департамент коммуны — Южная Корсика. Входит в состав кантона Челаво-Меццана. Округ коммуны — Аяччо.
Код INSEE коммуны — 2A323.
Коммуна расположена на склонах правого берега реки Гранова.

## Население
Население коммуны на 2008 год составляло 270 человек.
| 1962 | 1968 | 1975 | 1982 | 1990 | 1999 | 2008 |
| ---- | ---- | ---- | ---- | ---- | ---- | ---- |
| 16   | 43   | 61   | 104  | 171  | 226  | 270  |

## Экономика
В 2007 году среди 174 человек в трудоспособном возрасте (15—64 лет) 120 были экономически активными, 54 — неактивными (показатель активности — 69,0 %, в 1999 году было 66,0 %). Из 120 активных работало 100 человек (50 мужчин и 50 женщин), безработных было 20 (11 мужчин и 9 женщин). Среди 54 неактивных 15 человек были учениками или студентами, 24 — пенсионерами, 15 были неактивными по другим причинам.
В 2008 году в коммуне насчитывалось 97 облагаемых налогом домохозяйств, в которых проживали 262 человека, медиана доходов составляла 16 900 евро на одного человека.